# Lil' Jine
Lil' Jine（リルジン）は、大阪府を拠点にしているトラックメイカー、音楽プロデューサーである。大阪府出身。所属レーベルはDefrn:dB。

## 関連アーティスト
- Lil' Jine - For you
- Sacco - Like a Star